# Janet Stewart
Janet Stewart, Lady Fleming, conosciuta come la Belle Ecossaise (17 luglio 1505 – 20 febbraio 1563), è stata una nobildonna scozzese.

## Biografia
Era la figlia illegittima di Giacomo IV di Scozia e di Isabel Stewart, figlia di James Stewart, I conte di Buchan. I genitori di Janet erano lontani parenti di Giovanna Beaufort.

## Matrimonio
Lady Fleming sposò Malcolm Fleming, III Lord Fleming, figlio di John Fleming, II Lord  Fleming e di Euphemia Drummond. Ebbero sei figli:
- Joan (1525);
- Janet (1527-?), sposò John Livingston, V Lord Livingston;
- James Fleming, IV Lord Fleming (?-15 dicembre 1558);
- John Fleming, V Lord Fleming (1529-?);
- Elizabeth (1530-?);
- Agnes (1535-?), sposò  William Livingston, VI Lord Livingston;
- Margareth (1536-?), sposò in prime nozze Robert Graham, ebbero un figlio, in seconde nozze Thomas Erskine, non ebbero figli, e in terze nozze John Stewart, IV conte di Atholl, ebbero quattro figli;
- Mary (1543-?), sposò William Maitland, ebbero due figli.

Lord Fleming morì nel 1547, l'anno seguente Lady Fleming divenne la governante di sua nipote, la Regina di Scozia, Maria Stuarda. La figlia di Lady Fleming, Mary, divenne una delle "Quattro Marie"
Nel 1548, Lady Fleming accompagnò la regina di Scozia in Francia, dove sarebbe stata educata come una principessa ed avrebbe sposato il figlio del re, il Delfino Francesco. Alla corte di Francia, Lady Fleming attirò ben presto le attenzioni di Enrico II e divenne il suo amante. Da questa relazione nacque un figlio: Enrico d'Angoulême (1551-1586). Legittimato, divenne il "Gran Priore di Francia, governatore della Provenza e ammiraglio del Mar Levantino". Dopo la nascita del figlio, ritornò in Scozia.
Nell'ottobre 1552, si parlò di un possibile matrimonio con Henri Cleutin, consigliere militare di Guisa. 
Janet era una delle signore che avevano vegliato sul corpo di Maria di Guisa al Castello di Edimburgo, nel giugno 1560. In seguito, Janet chiese al Consiglio privato il permesso di lasciare la Scozia con il figlio "Signore Hary de Valoys" il 22 agosto 1560.

## Ascendenza
|                                  |   |                                 | Genitori                       |  |  | Nonni |  |  | Bisnonni             |  |  | Trisnonni           |  |
|                                  |   |                                 |                                |  |  |       |  |  | Giacomo II di Scozia |  |  | Giacomo I di Scozia |  |
|                                  |   |                                 |                                |  |  |       |  |  | Giacomo II di Scozia |  |  | Giacomo I di Scozia |  |
|                                  |   | Giovanna Beaufort               |                                |  |  |       |  |  | Giacomo II di Scozia |  |  |                     |  |
| Giacomo III di Scozia            |   |                                 |                                |  |  |       |  |  | Giacomo II di Scozia |  |  |                     |  |
|                                  |   | Maria di Gheldria               | Arnoldo di Egmond              |  |  |       |  |  |                      |  |  |                     |  |
|                                  |   | Maria di Gheldria               | Arnoldo di Egmond              |  |  |       |  |  |                      |  |  |                     |  |
|                                  |   | Maria di Gheldria               | Caterina di Kleve              |  |  |       |  |  |                      |  |  |                     |  |
| Giacomo IV di Scozia             |   | Maria di Gheldria               |                                |  |  |       |  |  |                      |  |  |                     |  |
|                                  |   | Cristiano I di Danimarca        | Dietrich di Oldenburg          |  |  |       |  |  |                      |  |  |                     |  |
|                                  |   | Cristiano I di Danimarca        | Dietrich di Oldenburg          |  |  |       |  |  |                      |  |  |                     |  |
|                                  |   | Cristiano I di Danimarca        | Helvig di Schauenburg          |  |  |       |  |  |                      |  |  |                     |  |
| Margherita di Danimarca          |   | Cristiano I di Danimarca        |                                |  |  |       |  |  |                      |  |  |                     |  |
|                                  |   | Dorotea di Brandeburgo-Kulmbach | Giovanni l'Alchimista          |  |  |       |  |  |                      |  |  |                     |  |
|                                  |   | Dorotea di Brandeburgo-Kulmbach | Giovanni l'Alchimista          |  |  |       |  |  |                      |  |  |                     |  |
|                                  |   | Dorotea di Brandeburgo-Kulmbach | Barbara di Sassonia-Wittenberg |  |  |       |  |  |                      |  |  |                     |  |
| Janet Stewart                    |   | Dorotea di Brandeburgo-Kulmbach |                                |  |  |       |  |  |                      |  |  |                     |  |
|                                  | … | …                               |                                |  |  |       |  |  |                      |  |  |                     |  |
|                                  | … | …                               |                                |  |  |       |  |  |                      |  |  |                     |  |
|                                  | … | …                               |                                |  |  |       |  |  |                      |  |  |                     |  |
| James Stewart, I conte di Buchan | … |                                 |                                |  |  |       |  |  |                      |  |  |                     |  |
|                                  |   | …                               | …                              |  |  |       |  |  |                      |  |  |                     |  |
|                                  |   | …                               | …                              |  |  |       |  |  |                      |  |  |                     |  |
|                                  |   | …                               | …                              |  |  |       |  |  |                      |  |  |                     |  |
| Isabella Stewart                 |   | …                               |                                |  |  |       |  |  |                      |  |  |                     |  |
|                                  |   | …                               | …                              |  |  |       |  |  |                      |  |  |                     |  |
|                                  |   | …                               | …                              |  |  |       |  |  |                      |  |  |                     |  |
|                                  |   | …                               | …                              |  |  |       |  |  |                      |  |  |                     |  |
| …                                |   | …                               |                                |  |  |       |  |  |                      |  |  |                     |  |
|                                  |   | …                               | …                              |  |  |       |  |  |                      |  |  |                     |  |
|                                  |   | …                               | …                              |  |  |       |  |  |                      |  |  |                     |  |
|                                  |   | …                               | …                              |  |  |       |  |  |                      |  |  |                     |  |
|                                  |   | …                               |                                |  |  |       |  |  |                      |  |  |                     |  |